# Loxaspilates fixseni
Loxaspilates fixseni är en fjärilsart som beskrevs av Alphéraky 1892. Loxaspilates fixseni ingår i släktet Loxaspilates och familjen mätare. Inga underarter finns listade i Catalogue of Life.